# Prometopus inassueta
Prometopus inassueta là một loài bướm đêm trong họ Noctuidae.